# Jiří Kaván
Jiří Kaván (3. února 1877, Praha – 30. března 1933, Praha) byl český astronom a matematik. Pracoval na Astronomickém ústavu Karlovy univerzity a na hvězdárně ve slovenském Hurbanovu. Zpočátku se věnoval pozorováním, později též sestavoval matematické tabulky.

## Životopis
V roce 1902 vystudoval českou část Karlovy univerzity v Praze, obor matematika-fyzika. Od roku 1901 pracoval v astronomickém ústavu této univerzity. Zde se zpočátku zabýval především pozorováním. V mezinárodní spolupráci zakresloval např. sluneční skvrny. Tato pozorování jsou cenná tím, že je prováděl v době, kdy se tomuto odvětví astronomie věnovala malá pozornost.

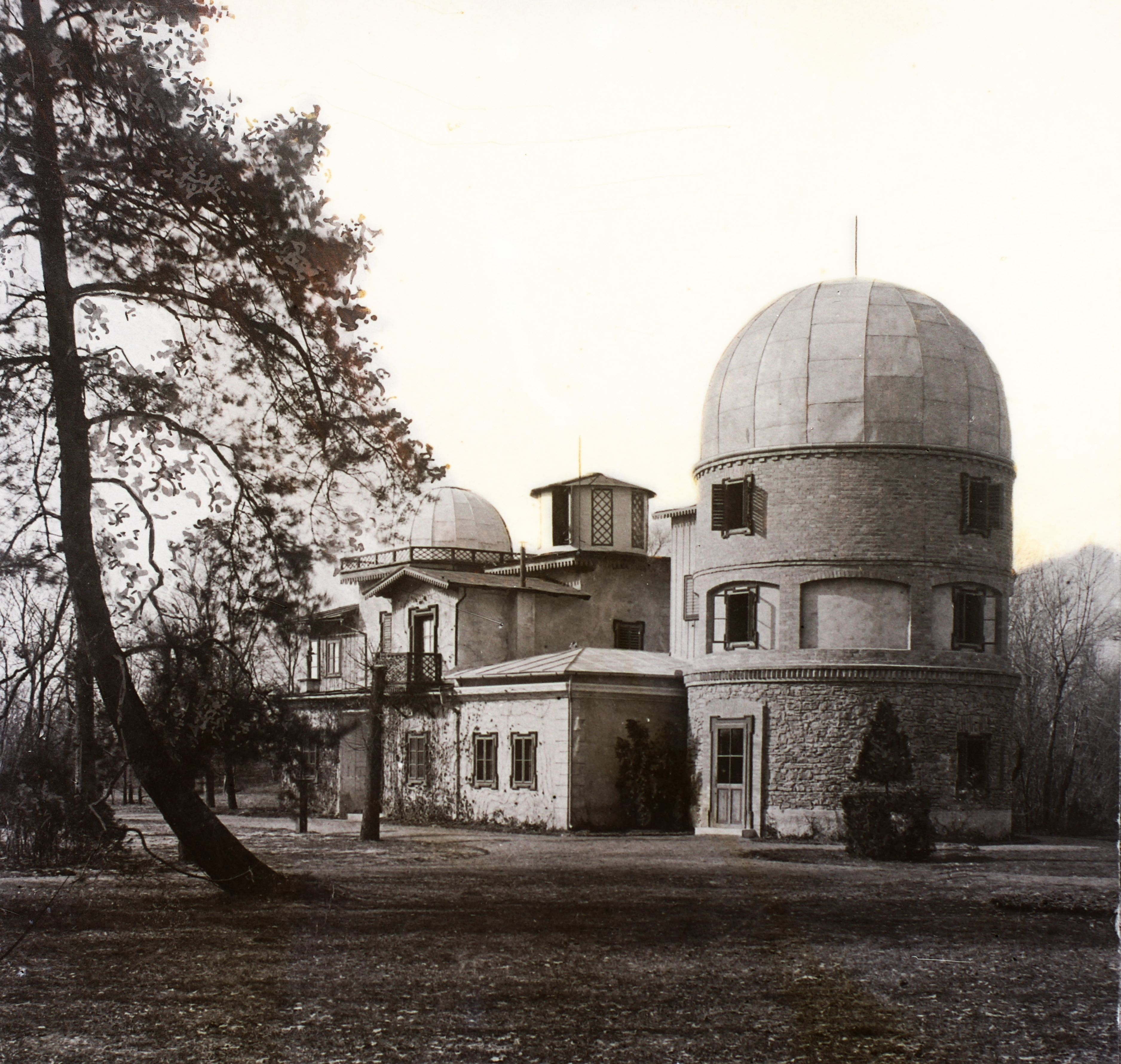
Hvězdárna v Hurbanovu, kterou Kaván od roku 1919 spravoval

Od roku 1918 pracoval na převzetí pražské hvězdárny v Klementinu pod správu nového státu. V souvislosti s tím odjel roku 1919 na Slovensko do Staré Ďaly (dnes Hurbanovo) na opuštěnou hvězdárnu hraběte Konkolyho a stal se jejím správcem. Za jeho působení se z ní stala Státní astrofyzikální observatoř pražské hvězdárny. Zařídil nákup 60cm zrcadlového dalekohledu firmy Zeiss, který byl tou dobou největší a nejmodernější v Československu. Do Prahy se vrátil v roce 1928, když jeho práci v Hurbanovu převzal další významný český astronom Bohumil Šternberk.
Ke své práci musel používat numerické výpočty, a proto se z něho stal výborný počtář. Prováděl výpočty i pro hvězdárnu v Ondřejově a v závěru života sestavoval tabulky numerických funkcí a tabulky pro rozklad čísel na prvočinitele.
Psal také astronomická hesla do Ottova naučného slovníku, např. „Parallaxa“ nebo „Parallaktické montování“.
Jiří Kaván zemřel v 30. března 1933. Je pohřben na hřbitově Malvazinky.

### Zájmy
Jiří Kaván se amatérsky zajímal o chrámovou hudbu, věnoval se komponování drobných skladeb. Několik z nich bylo uveřejněno v časopise Česká hudba.

## Odborná práce
- KAVÁN, Jiří. Rozklad všetkých čísel celých od 2 do 256000 v prvočinitele. Praha: [s.n.], 1934.